# The Wheel of Time
The Wheel of Time è il settimo album di inediti della cantante tedesca Sandra, pubblicato il 17 maggio 2002 dall'etichetta discografica Virgin.
Dall'album, prodotto da Michael Cretu e Jens Gad, sono estratti i singoli Forever, Such a Shame (cover dell'omonimo brano dei Talk Talk), Forgive Me e I Close My Eyes.

## Tracce
CD (Virgin 7243 8 11968 2 3 (EMI) / EAN 0724381196823)
1. Forgive Me - 4:22 (Michael Cretu)
2. Footprints - 3:43 (Wolfgang Filz, Dawn Schoenherz)
3. Motivation - 4:00 (Dave Inker)
4. I Close My Eyes - 4:05 (Michael Cretu, Andy Jonas)
5. Perfect Touch - 3:43 (Peter Ries, Wolfgang Filz, Heidemarie Jedner)
6. Silent Running - 4:15 (Mike Rutherford, B.A. Robertson)
7. Such a Shame - 4:17 (Mark Hollis)
8. Now! - 3:59 - (Michael Cretu, Jens Gad)
9. Free Love - 4:13 (Martin L. Gore)
10. Forever - 3:44 (Peter Ries, Wolfgang Filz)
11. The Wheel of Time - 4:09 (Michael Cretu, Jens Gad)

## Classifiche
| Classifica (2002) | Posizione raggiunta |
| ----------------- | ------------------- |
| Germania          | 8                   |
| Austria           | 63                  |
| Svizzera          | 68                  |